# BlackEyePatch
BlackEyePatch(ブラックアイパッチ)は日本のアパレルブランド。株式会社アンカーが運営する。

## 概要
2013年よりブランドロゴのステッカーとTシャツ制作を行い、東京を中心に様々な街中に貼り出す活動を始め"謎のステッカー集団"と称されていた。その後2015年秋冬よりフルラインナップのコレクションを発表する。デザイナーは非公表だが、以前はフリーランスのグラフィックデザイナーとしてヒップホップのミックステープやイベントフライヤーのデザインに携わっていた。
2017年のAmazon Fashion Weekに観世能楽堂で初のファッションショーを行い、モデルやスケートボーダーと共に(前年にBlackEyePatchが写真集をプロデュースした)沖縄の旧車會「GIMATAI」が出演しパフォーマンスを行った。
日本のラッパー(舐達麻、Awich、ゆるふわギャングなど)とのコラボレーションで知られ、共にカプセルコレクションを発表している。また、音楽、写真、焼き物など服以外の作品の企画にも携わる。
2023年、渋谷の宇田川町に存在していた旗艦店を原宿に移転した。

## トレードロゴ
ブランド名ロゴのほか、「取扱注意」の漢字ロゴもトレードマークとなっている。

## 企画作品

### 写真作品
- 2016年 - 写真集「JIRO KONAMI: GIMATAI」(小浪次郎)[1][10]
- 2018年 - 写真展「SCARS」(小浪次郎)[11]

同名の写真集も販売。

### 音楽作品
- 2019年 - 「TAPE TAPE」(Ryugo Ishida(ゆるふわギャング))[12]

共同プロデュース。アートワークも担当。